# Dablara
Dablara est un village du département et la commune rurale d'Oury, situé dans la province des Balé et la région de la Boucle du Mouhoun au Burkina Faso.